# Bioinformatika

DNS mikroarray, amely alkalmas kromoszóma aberrációk detektálására. A génexpressziós mikroarray-k segítségével a rákterápia testre szabott alkalmazása többféleképpen megvalósulhat.

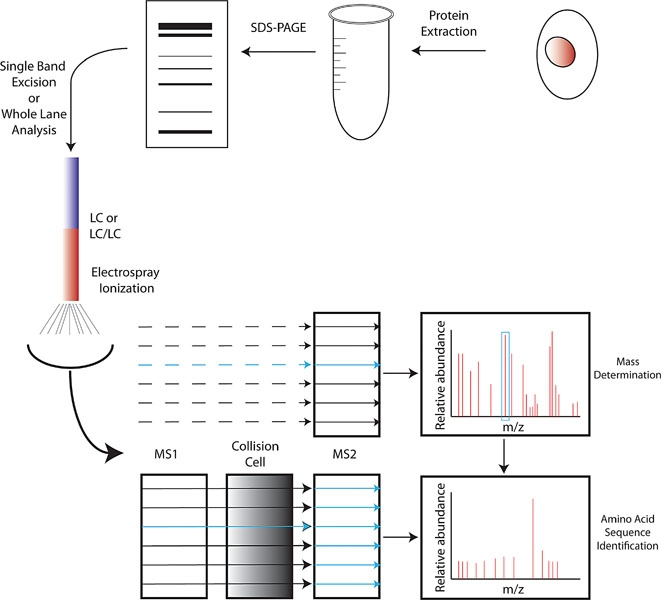
Őssejtekből készült proteinextrakció aminosav-szekvenciája

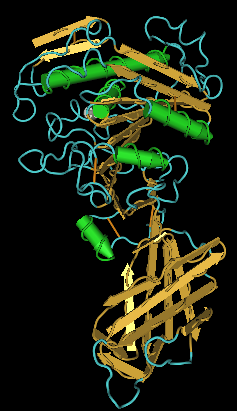
Lipáz enzim térbeli képe, Cn3D 4.1 köztulajdonban lévő szoftverrel készítve

A bioinformatika biológiai problémák informatikai vizsgálatával foglalkozó interdiszciplináris tudomány, a biológia és az informatika határterülete, a biotechnológia részterülete. A bioinformatika az a tudományág, amely informatikai eszközöket és módszereket alkalmaz a biológiai folyamatok megismerésére, modellezésére és befolyásolására. Bioinformatika: biológia határozza meg a feladatot, az informatika az eszközöket. Az arany biotechnológia a bioinformatika fogalmát foglalja magában.

## A kifejezés eredete
A bioinformatika kifejezés Paulien Hogeweg (sz. 1943), holland biológustól származik az 1970-es évekből, amikor a biotikus rendszerek információs folyamatait tanulmányozta. 1970-ben, Ben Hesper és ő határozza meg a bioinformatika kifejezést „a tanulmány az informatikai folyamatok biotikus rendszerekben” című értekezésében.

## A bioinformatika jelentősége
Óriási mennyiségben gyűlnek a kutatási adatok a genetikai laborokban. Az adatbányászat lehetővé teszi, hogy a tudósok korábban nem is sejtett összefüggésekre bukkanjanak. Becslések szerint ma[mikor?] már 2000 petabyte (kb. 2000 millió gigabyte) tudományos adat létezik, körülbelül a fele szervereken, a fele pedig PC-ken. És ez az adatmennyiség gyorsuló ütemben bővül. A mai tudomány fókuszában az adatgyűjtés és az adatelemzés áll. A nagy adatbázisokban való bányászat új tudományos megközelítést eredményezett: például a genetikában már nem azokat a géneket vizsgálják évtizedeken át, amelyeket egy professzor az adott betegség hátterében sejtett, hanem azokat, amelyek egy egészséges és egy beteg sejt genetikai profiljában eltérést mutatnak.

## Bioinformatika fogalma

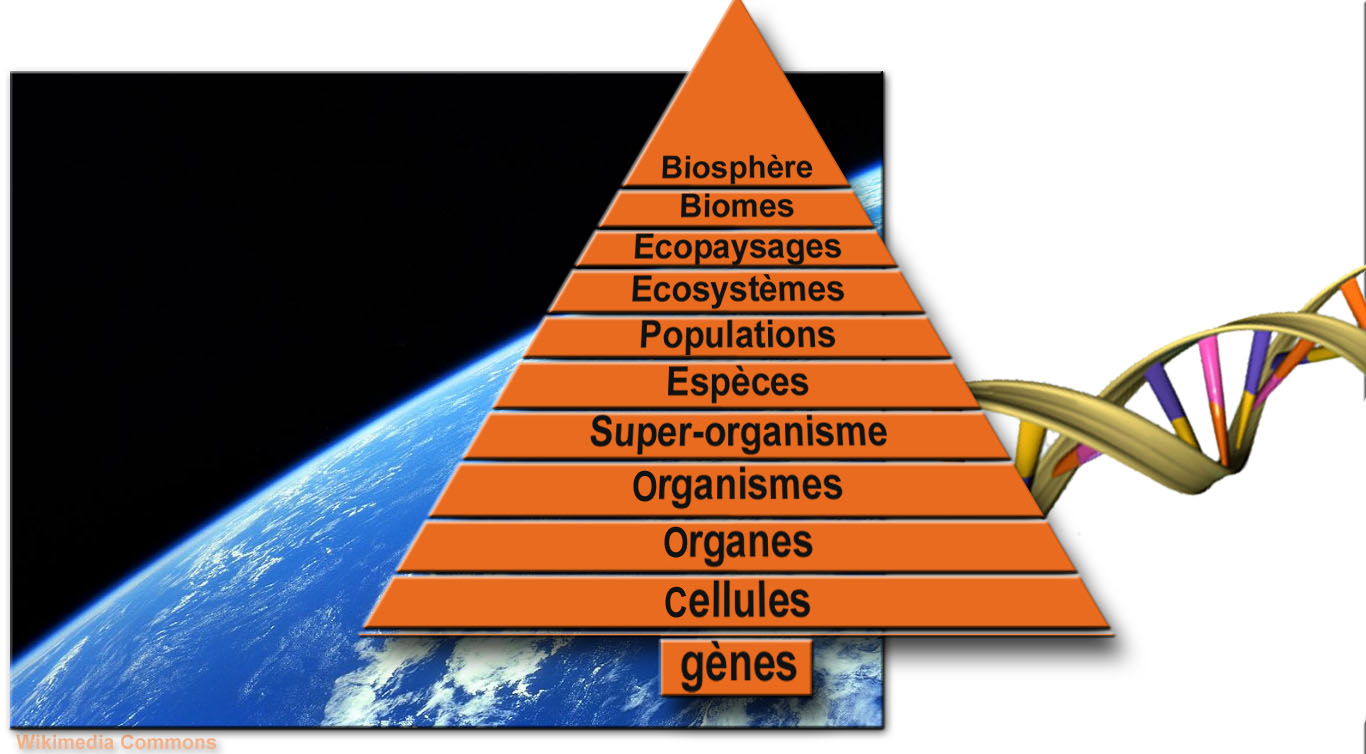
Az élet mérleg-nyelvének képviselői (gén és a DNS-, a bioszféra, amely oxigén, és ózonréteg nélkül nem létezne.) A gének az életnek és a bioszféra piramisának kiindulási alapja

A szűken vett bioinformatika a genomikai informatika, a proteomikai informatika, és a rendszer biológiai informatika. A biokémiai informatika számítógépes és informatikai megoldások alkalmazása biokémiai problémák megoldására. Ezek az in silico módszerek a gyógyszerkutatásban és a biológiai hatóanyagok kutatásában használatosak. Ilyenek az „in silico screening” és a „drug design”. Azok az informatikai alkalmazások, amelyek egy adott biológiai kísérlet vagy eszköz használatával kapcsolatos informatikai megoldásokat használják és nem sorolhatók be az előző kettő kategóriába.

## A bioinformatikai "spektrum"

### Mélysége
Egy fehérje szerkezetének minél mélyebb fizikai-kémiai tulajdonságainak megértése. Génszekvencia, DNS-szekvencia, fehérjeszekvencia, térszerkezet, geometriai−kötőhelyek, fehérje-felszín, fehérje ligandum-szerkezet, gyógyszertervezés

### Szélessége
Informatikai elemzések. A gén összehasonlítása más génekkel. Páronkénti, majd többszörös szekvenciaillesztés, szekvenciamintázatok azonosítása, filogenetikai elemzés, teljes genom elemzése stb. Páronkénti összehasonlítás, szekvenciák, szerkezetek és illesztések párosítása. Többszörös illesztés, mintázatok, templátok, törzsfák. Adatbázisok, statisztikák.

### Genomprojektek

#### Már megszekvenált genomok[7]
Eukarioták: Élesztő, Caenorhabditis elegans (féreg), Drosophila melanogaster (muslica), Arabidopsis thaliana (lúdfű), Homo sapiens (az ember)

#### Folyamatban lévő fontos genomszekvenálási projektek[8]
Egér, kutya, patkány stb. Egyéb: kb. 50 baktérium, 11 archeon >100 organellum, több száz vírus és fág.

## Szakterületei
Három gyorsan fejlődő szakterülete ismert:
- a szupraindividuális bioinformatika, amely az ökológiai rendszerek szimulációját és az ökológiai információs rendszerek komplex fejlesztését jelenti. Ennek a szakterületnek már ma is rengeteg alkalmazása van a mezőgazdaság-tudományban, járványtanban, valamint a környezet- és természetvédelemben.
- a molekuláris bioinformatika, amely a biológiai információhordozó molekulák (nukleinsavak, fehérjék) szekvenciájának elemzésével foglalkozik. Fontos eszköze volt és a Humán Genom Projektnek, a jövőben pedig új alapokra helyezheti a rendszertani kutatásokat, megteremtve egy egységes bioszisztematika lehetőségét. Nem elhanyagolható a molekuláris bioinformatika szerepe az új gyógyszerhatóanyagok kutatásában sem.
- a számítástechnikai bioinformatika, biológiai rendszerek és komponenseik műszaki számítástechnikai felhasználásának lehetőségeit vizsgáló bionikai fejlesztési irány. (Ma még inkább proto-tudománynak tekinthető).

## A bioinformatika gazdasági alkalmazásai

### Szűken értelmezett bioinformatika
A kutatás legfőbb területei:
- Szekvenciaanalízis
- Genomannotáció
- Számítógépes evolúciós biológia
- Irodalomelemzés
- Génexpresszió elemzése
- Szabályozás-elemzés
- Fehérje-expresszió elemzés
- Mutációk és rák elemzése
- Összehasonlító genomika
- Hálózati és rendszerbiológia
- Nagy teljesítményű képelemzés
- Strukturális bioinformatikai módszerek
- Fehérjeszerkezet-előrejelzés
- Szekvenciaillesztés
- Génkeresés
- Genomösszerakás
- Szerkezeti biokémia (homológiamodellezés, ab initio fehérjeszerkezet-meghatározás, molekuláris dokkolás, dokkoló algoritmusok)
- Fehérje-fehérje kölcsönhatások
- Genom-szintű asszociációs vizsgálatok

## Magyarországon

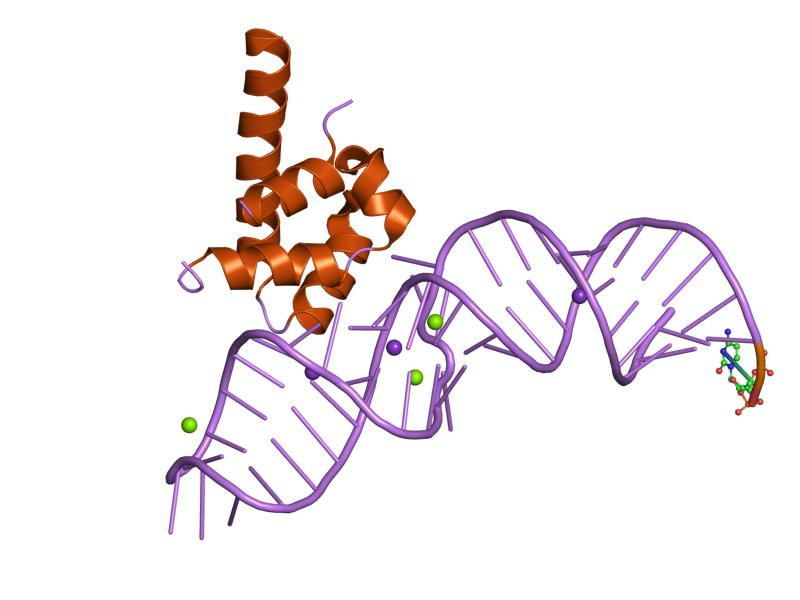
Szignál szekvencia kötő protein, az FfhPDB 1hq1 EBI molekuláris szerkezete

Hazánkban 2006. március 4-én alapították meg a Magyar Bioinformatikai Társaságot .
A társaság célja a magyarországi bioinformatika oktatásának fejlesztése, a magyarországi bioinformatikai kutatások elősegítése, a bioinformatikával foglalkozó biológusok, matematikusok és számítástechnikusok egymáshoz közelebb hozása.

## Ajánlott irodalom
- Barnes, M.R. and Gray, I.C., eds., Bioinformatics for Geneticists, first edition. Wiley, 2003. ISBN 0-470-84394-2
- Baxevanis, A.D. and Ouellette, B.F.F., eds., Bioinformatics: A Practical Guide to the Analysis of Genes and Proteins, third edition. Wiley, 2005. ISBN 0-471-47878-4
- Claverie, J.M. and C. Notredame, Bioinformatics for Dummies. Wiley, 2003. ISBN 0-7645-1696-5
- Durbin, R., S. Eddy, A. Krogh and G. Mitchison, Biological sequence analysis. Cambridge University Press, 1998. ISBN 0-521-62971-3
- Kohane, et al. Microarrays for an Integrative Genomics. The MIT Press, 2002. ISBN 0-262-11271-X
- Michael S. Waterman, Introduction to Computational Biology: Sequences, Maps and Genomes. CRC Press, 1995. ISBN 0-412-99391-0
- Mount, David W. Bioinformatics: Sequence and Genome Analysis Spring Harbor Press, May 2002. ISBN 0-87969-608-7
- Pevzner, Pavel A. Computational Molecular Biology: An Algorithmic Approach The MIT Press, 2000. ISBN 0-262-16197-4

### Egyéb További információk
- OpenSource Bioinformatics / Computational Systems Biology portal
- Bioinformatics News
- Books and articles on Bioinformatics from O'Reilly
- Human Genome Project and Bioinformatics